# Ron Ellis (Basketballspieler)
Ronald Ellis (* 18. September 1967 in Monroe (Louisiana)) ist ein ehemaliger US-amerikanisch-belgischer Basketballspieler.

## Werdegang
Die Phoenix Suns aus der nordamerikanischen Liga NBA wählten Ellis 1992 beim Draftverfahren aus, nachdem er zuvor in seinem Heimatland als Student erst am Tyler Junior College, dann an der Louisiana Tech University gespielt hatte. Der Sprung in die NBA gelang Ellis nicht.
Er stand im Spieljahr 1992/93 in der US-Liga CBA erst bei der Mannschaft Fort Wayne Fury, dann bei Rochester Renegade unter Vertrag. Ellis wechselte anschließend nach Belgien. Bei Spirou Charleroi wurde er eine der Stützen, die in den folgenden Jahren unter Trainer Giovanni Bozzi große Erfolge feierte, und neben seinem Landsmann Andre Riddick zu einer prägenden Persönlichkeit des Vereins. Ellis (Spitzname „Ron The Bull“) spielte zunächst bis 1999 für Charleroi und wurde mit der Mannschaft 1996, 1997, 1998 und 1999 belgischer Meister sowie 1996 und 1999 belgischer Pokalsieger. Im Dezember 1998 nahm Ellis die belgische Staatsbürgerschaft an. Er wurde später in die Nationalmannschaft des Landes berufen.
1999/2000 spielte er für Iraklis Thessaloniki in Griechenland und kehrte anschließend nach Charleroi zurück. 2002 und 2004 wurde er mit der Mannschaft erneut belgischer Meister, 2002 abermals Pokalsieger sowie 2001 und 2002 belgischer Supercup-Sieger. In Folge seines zweiten Abschieds aus Charleroi stand Ellis in Belgien noch bei den Antwerp Giants und bei Liège Basket unter Vertrag.
Ellis kehrte nach seiner Spielerzeit in die Vereinigten Staaten zurück und wurde im Bundesstaat Louisiana im Polizeidienst tätig. Sein Sohn Nashaun wechselte 2022 zu Spirou Charleroi.